# Saint-Silvain-Bas-le-Roc
Saint-Silvain-Bas-le-Roc è un comune francese di 504 abitanti situato nel dipartimento della Creuse nella regione della Nuova Aquitania.

## Società

### Evoluzione demografica
Abitanti censiti